# 1795 en Italie
Chronologie de l'Italie
- 1791
- 1792
- 1793
- 1794
- 1795
- 1796
- 1797
- 1798
- 1799

## Événements
- 9 février : traité de Paris entre la France et le grand-duc de Toscane, qui se retire de la Première Coalition[1].
- 14 mars : bataille de Gênes[2].
- 22 novembre : victoire française sur l'Autriche à la bataille de Loano[3].

## Culture

### Opéras créés en 1795
- 21 novembre : L'impegno superato, opéra en deux actes (commedia per musica) de Domenico Cimarosa, livret d'Giuseppe Maria Diodati, d'après l'Odyssée d'Homère, créé au Teatro del Fondo à Naples

- Le nozze in garbuglio, opéra en deux actes (commedia per musica) de Domenico Cimarosa, livret d'Giuseppe Maria Diodati, créé à Messine

## Naissance en 1795
- 31 janvier : Gabriele Ferretti, évêque de Rieti, puis archevêque de Fermo, nonce apostolique dans le royaume des Deux-Siciles (en), créé cardinal in pectore par le pape Grégoire XVI, qui fut cardinal secrétaire d'État, puis camerlingue du Sacré Collège. († 13 septembre 1860)
- 12 avril : Filippo Agricola, peintre, essentiellement actif à Rome, peignant pour les églises dont celle de Sant'Onofrio, Saint-Jean-de-Latran, et Saint-Paul-hors-les-Murs. († 2 décembre 1857).
- 17 septembre : Saverio Mercadante, 75 ans, compositeur, auteur d'un grand nombre d'opéras et de quelques concertos. († 17 décembre 1870).
- 21 septembre : Pietro Maroncelli, compositeur et écrivain, patriote de l'Unité italienne. († 1er août 1846).
- 25 septembre : Raffaele Carelli, peintre de l'École du Pausilippe, connu pour ses peintures de paysage, ses scènes de genre et ses portraits. († 1846).
- 18 octobre : Mario Aspa, compositeur de la période romantique, auteur de 42 opéras. († 14 décembre 1868).

- Clementina Gandolfi, peintre baroque, l'une des dernières représentantes de l'école bolonaise. († 6 août 1848).
- Gennaro Maldarelli, peintre académique, spécialisé dans les décorations de style pompéien pour l'aristocratie napolitaine, dont il peint les palais. († 20 mai 1858).

## Décès en 1795
- 18 janvier : Andrea Corsini, 59 ans, évêque de Fiesole, créé cardinal par le pape Clément XIII, qui fut camerlingue du Sacré Collège, puis préfet du Tribunal suprême de la Signature apostolique. (° 11 juin 1735)
- 19 janvier : Maria Teresa Agnesi Pinottini, 74 ans, claveciniste et compositrice, qui a écrit des opéras, des œuvres symphoniques et de la musique de chambre. (° 17 octobre 1720)
- 26 août : Giuseppe Balsamo (dit Alessandro, comte de Cagliostro), 52 ans, aventurier, dont la vie mouvementée a inspiré le roman d'Alexandre Dumas (1846). (° 2 juin 1743)
- 27 septembre : Carlo Giuseppe Ratti, 57 ans, historien de l'art, biographe et peintre du baroque tardif. (° 27 novembre 1737)
- 10 octobre : Francesco Antonio Zaccaria, 81 ans, prêtre jésuite, théologien, historien et écrivain prolifique, à qui l'on attribue pas moins de 161 ouvrages. (° 27 mars 1714).
- 18 novembre : Antonio Cavallucci, 43 ans, peintre, représentant du baroque tardif. (° 21 août 1752).
- 26 décembre : Antonio Zucchi, 69 ans, peintre, auteur de nombreuses représentations de ruines et de sujets mythologiques. (° 1er mai 1726)

- Francesco Sozzi, peintre baroque. (° 26 mai 1732)